# Dranžírovací příbor

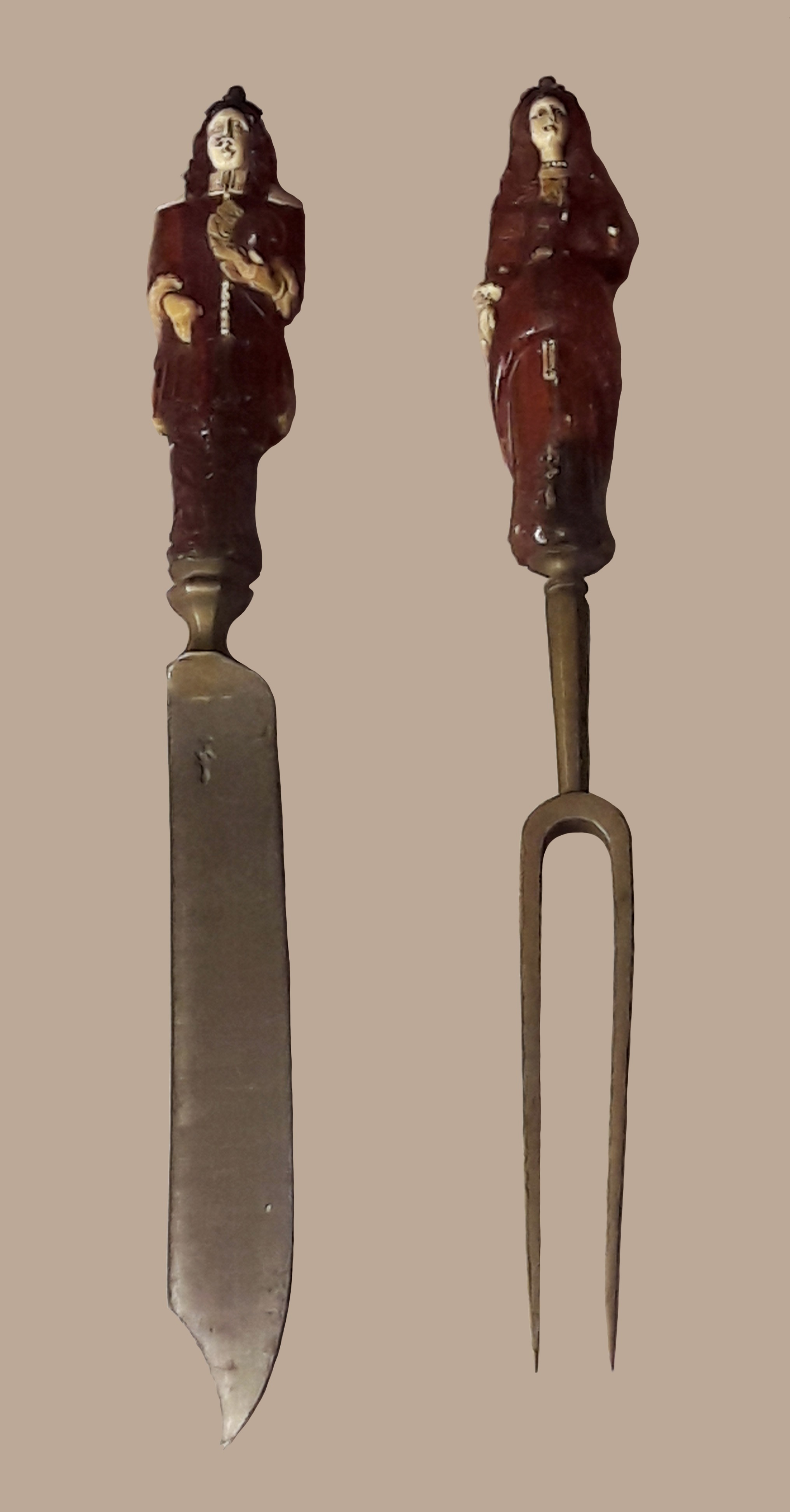
Historický dranžírovací příbor

Dranžírovací příbor je příbor, který má svůj původ v anglickém stylu obsluhy, kdy bylo maso přímo před hostem porcováno. Tento příbor se používá k finálnímu porcování různých druhů mas. Skládá se z vidlice a ostrého nože.